# Ommata bipunctata
Ommata bipunctata är en skalbaggsart som beskrevs av Julius Melzer 1935. Ommata bipunctata ingår i släktet Ommata och familjen långhorningar. Inga underarter finns listade i Catalogue of Life.